# Đông Hạ
Đại Chân Quốc (大真國), về sau đổi thành Đông Hạ Quốc (東夏國), cũng được biết với tên Đông Chân Quốc (東真國) là quốc gia do Bồ Tiên Vạn Nô lập ra tại Đông Bắc Trung Quốc vào thế kỷ 13.

## Lịch sử

### Thành lập
Bồ Tiên Vạn Nô nguyên là tướng lĩnh nhà Kim, đảm nhiệm Liêu Đông tuyên phủ sử thảo phạt quân nổi dậy do thủ lĩnh Khiết Đan là Da Luật Lưu Ca lãnh đạo. Vào năm Trinh Hữu thứ 3 (1215), ông tự lập làm Thiên Vương, lấy quốc hiệu là Đại Chân, niên hiệu là Thiên Thái, các mãnh an và mưu khơ đa phần hưởng ứng. Năm 1216, rơi vào tay Mông Cổ, sang năm 1217 một lần nữa lại tái lập. Vào lúc mạnh nhất, tây bắc đến thành Thượng Kinh (nay là Bạch Thành Tử, A Thành tại Cáp Nhĩ Tân), tây nam đến Bà Tốc lộ (nay là Cửu Liên Thành ở Đan Đông, Liêu Ninh) và một phần của bán đảo Liêu Đông, đông nam đến Hạt Lại lộ (nay thuộc Hamgyong Bắc, Triều Tiên) và Tuất Phẩm lộ (nay là Ussuriysk, Primorsky của Nga).
Thời gian đầu, trung tâm chính trị của Đại Chân Quốc đặt tại Hàm Bình (nay là bắc Khai Nguyên, Liêu Ninh), về sau di dời đến Nam Kinh (nay là Thành Tử Sơn, Diên Cát, Cát Lâm). Bồ Tiên Vạn Nô thiết lập chế độ quan chế theo mô hình của nhà Kim, quân đội tổ chức theo các mãnh an và mưu khơ.

### Sụp đổ
Năm 1233, Oa Khoát Đài phái hoàng tử Quý Do đem quân Mông Cổ tả dực thảo phạt Bồ Tiên Vạn Nô, tại Đông Kinh (nay là Liêu Dương, Liêu Ninh) thì bắt được, Đại Chân Quốc dưới góc độ là một quốc gia độc lập đã diệt vong, nhưng sau đó Mông Cổ vẫn bổ nhiệm Vạn Nô và các con cháu làm trấn thủ, trở thành vùng phiên thuộc. Sau khi Hốt Tất Liệt lập nên nhà Nguyên, đất cũ của Đại Chân Quốc được tổ chức thành Liêu Dương hành tỉnh.